# Billy Clegg
 (janvier 2024).
Billy Clegg (né en 1932) est un étalon de race Quarter Horse, père réputé pendant les premières années de l'American Quarter Horse Association (AQHA).

## Histoire
Billy Clegg est enregistré sous le numéro 427 auprès de l'AQHA. Son entrée dans le livre généalogique donne les informations suivantes : c'est un étalon bai né en 1932, élevé par Bernard Adams d'Alfred au Texas ; son propriétaire lors de l'enregistrement est M. Guy Troutman de Tucumcari, au Nouveau-Mexique. 
Au cours de sa carrière de reproducteur, Billy Clegg a engendré deux gagnants du AQHA Race Register of Merit. – Billy Big Enuf et Dust Storm. Neuf de ses filles ont donné naissance à des vainqueurs du Register of Merit. Il a engendré la championne AQHA, Billie B Fisher, et plusieurs chevaux de performance supérieurs, dont Chickasha Mike. Vingt-neuf de ses filles ont produit des chevaux de concours ou des coureurs gagnant de points. Billy Clegg meurt en 1958. 
Billy Clegg a été intronisé au Temple de la renommée de l'AQHA en 1998.

## Origines
Son père est Paul El par Hickory Bill, lui-même par Peter McCue ;  sa mère est Bivarita par Billy Sunday,. 